# Peter Polycarpou
Peter Polycarpou, né le 31 mars 1957 à Brighton en Angleterre, est un acteur britannico-chypriote grec de télévision et de cinéma.

## Biographie
Peter Polycarpou est notamment connu pour jouer Chris Theodopolopoudos dans la série télévisée Birds of a Feather.

## Filmographie partielle

### Cinéma
- 1996 : Evita d'Alan Parker : Domingo Mercante
- 2004 : De-Lovely d'Irwin Winkler : Louis B. Mayer
- 2006 : Ô Jérusalem d'Élie Chouraqui : Abdel Khader
- 2007 : Trop jeune pour elle (I Could Never Be Your Woman) d'Amy Heckerling : le second producteur
- 2012 : Menace d'État (Cleanskin) de Hadi Hajaig : Nabil
- 2024 : The Brutalist de Brady Corbet : Michael Hoffman

### Télévision
- 1990-1994 : Birds of a Feather (série télévisée) : Chris Theodopolopodous
- 1999 : Oklahoma! de Trevor Nunn : Ali Hakim